# Hôtel de Loets de Trixhe
L'hôtel de Loets de Trixhe est un ancien hôtel particulier érigé en 1605 et situé en Belgique à Liège, au no 29 de la rue Hors-Château.

## Historique
La construction de l'hôtel de Loets de Trixhe aurait été commanditée par les tréfonciers (propriétaires terriens) qu'étaient les comtes de Bocholtz et de Groesbeek en 1605. La façade a été remaniée au cours du XIXe siècle.

## Description
Cet imposant bâtiment construit en brique et pierre calcaire compte sept travées et trois niveaux (deux étages) avec baies souvent jointives à hauteur dégressive par niveaux sur soubassement en pierre calcaire. Le fronton triangulaire de style éclectique réalisé au XIXe siècle mais daté de 1605 possède deux oculi et deux cartouches de pierre calcaire sculptés de mascarons chevelus. Le portail d'entrée situé à droite de la façade datant du XIXe siècle est constitué d'un arc en plein cintre orné d'une sculpture sur guirlande. À l'arrière des travées de gauche, une aile perpendiculaire du XVIIe siècle prolonge le bâtiment.

## Classement
L'hôtel de Loets de Trixhe est classé au Patrimoine immobilier de la Région wallonne en 1950.